# Cyriel Neefs
Pour les articles homonymes, voir Neefs.
Cyriel Pieter Jozef Maria Neefs, né le 3 septembre 1899 à Malines et décédé le 19 mars 1976 fut un homme politique belge, membre du CVP.
Neefs fut candidat ingénieur (Université catholique de Louvain, 1923); secrétaire du ministre Karel Van Isacker (1931-1938) et actif dans l'ACW.
Il fut élu conseiller communal (1927-), échevin (1939-1945; 1959) et bourgmestre ff. (1944-45) de Malines, sénateur provincial de province d'Anvers (1946-65).
Il fut décoré de la médaille commémorative de la guerre 1940-1945, de la médaille de la Résistance et créé chevalier de l'ordre de la Couronne.